# 83-42
83-42 je název pro malý skalní ostrůvek nad úrovní Severního ledového oceánu, který – pokud to bude potvrzeno – může být nejsevernější pevninou na Zemi. 83-42 se bere jako provizorní název, odvozený od souřadnic místa – objevuje se ještě označení Schmittův ostrov.

## Poloha
83-42 leží na souřadnicích 83°42′5″ s. š., 30°38′49″ z. d., kolem 699,8 km (400 mil) od Severního pólu. Měří cca 35×15 m s výškou kolem 4 m. Místo bylo objeveno v roce 1998. Na jeho skalnatém povrchu byly nalezeny lišejníky, což nasvědčuje tomu, že se nejedná o dočasnou naplaveninu štěrku (typu blízkého ostrůvku Oodaaq na souřadnicích 83°40′ s. š., 30°40′ z. d.), které jsou v této oblasti běžné. Tyto štěrkové naplaveniny obecně nemají trvalý charakter a mohou se posunovat spolu s driftem okolní ledové masy. 83-42 ale může být výjimkou, právě proto, že je tvořena skálou. 83-42 leží severněji než jakákoli pevnina, která byla kdy spatřena (včetně místa 83°41′6″ s. š., 30°45′36″ z. d. údajně spatřeného při návratu z expedice Return to the Top of the World Expedition v roce 2001), takže je velká šance, že se skutečně jedná o nejsevernější pevninu na Zemi, ale pro potvrzení toho bude třeba zjistit více včetně navštívení samotné lokace. Doposud se za nejsevernější pevninské místo považuje ostrov Kaffeklubben, ležící na souřadnicích 83°40′ s. š., 29°50′ z. d..